# Jürgen Schult
Jürgen Schult (Amt Neuhaus, 11 maggio 1960) è un ex discobolo e allenatore di atletica leggera tedesco, fino al 2024 primatista mondiale nel lancio del disco.
All'inizio della sua carriera, fino alle Olimpiadi di Seul 1988 rappresentava la Germania Est.

## Biografia
Schult non poté partecipare alle Olimpiadi di Los Angeles 1984 a causa del boicottaggio dei giochi da parte della sua nazione. Nel 1986 però dimostrò al mondo intero la sua forza stabilendo il nuovo record del mondo in 74,08 metri, migliorando di ben 2,22 metri il primato precedente stabilito dal sovietico Jurij Dumčev.
Nel 1988, durante la prima competizione in assoluto fra Germania Est e Germania Ovest, Schult si rifiutò di stringere la mano all'avversario che aveva sconfitto, Wolfgang Schmidt, il quale era da poco tempo passato a competere per la Germania Ovest. Schult possiede una laurea in sport e nel 2001 divenne l'allenatore della squadra tedesca di lancio del disco.

### Accuse di doping
Nel 1991 molti atleti sono stati trovati positivi a test antidoping, come ad esempio Brigitte Berendonk e Werner Franke, ed i ricercatori della Militärmedizinische Akademie Bad Saarow iniziarono a fare molti studi sul doping. Sulla base di queste ricerche si è arrivati a pensare che moltissimi atleti della Repubblica Democratica Tedesca per migliorare le proprie prestazioni abbiano fatto uso di doping. Poco dopo vennero scoperti dei documenti che andavano a certificare che, tra il 1981 ed il 1984, vennero somministrate a Schult dosi di Oral-Turinabol, uno steroide anabolizzante. L'atleta tedesco ha comunque sempre negato l'assunzione di anabolizzanti.

## Palmarès
| Anno | Manifestazione   | Sede       | Evento           | Risultato | Misura  | Note                                     |
| ---- | ---------------- | ---------- | ---------------- | --------- | ------- | ---------------------------------------- |
| 1979 | Europei juniores | Bydgoszcz  | Lancio del disco | Oro       | 56,18 m |                                          |
| 1983 | Mondiali         | Helsinki   | Lancio del disco | 4º        | 64,92 m |                                          |
| 1986 | Europei          | Stoccarda  | Lancio del disco | 7º        | 64,38 m |                                          |
| 1987 | Mondiali         | Roma       | Lancio del disco | Oro       | 68,74 m |                                          |
| 1988 | Olimpiadi        | Seul       | Lancio del disco | Oro       | 68,82 m |                                          |
| 1990 | Europei          | Spalato    | Lancio del disco | Oro       | 64,58 m |                                          |
| 1991 | Mondiali         | Tokyo      | Lancio del disco | 6º        | 63,12 m |                                          |
| 1992 | Olimpiadi        | Barcellona | Lancio del disco | Argento   | 64,94 m |                                          |
| 1993 | Mondiali         | Stoccarda  | Lancio del disco | Bronzo    | 66,12 m | Miglior prestazione personale stagionale |
| 1994 | Europei          | Helsinki   | Lancio del disco | Bronzo    | 64,18 m |                                          |
| 1995 | Mondiali         | Göteborg   | Lancio del disco | 5º        | 64,44 m |                                          |
| 1996 | Olimpiadi        | Atlanta    | Lancio del disco | 6º        | 64,62 m |                                          |
| 1997 | Mondiali         | Atene      | Lancio del disco | Bronzo    | 66,14 m |                                          |
| 1998 | Europei          | Budapest   | Lancio del disco | Argento   | 66,69 m | Miglior prestazione personale stagionale |
| 1999 | Mondiali         | Siviglia   | Lancio del disco | Argento   | 68,18 m | Miglior prestazione personale stagionale |
| 2000 | Olimpiadi        | Sydney     | Lancio del disco | 8º        | 64,41 m |                                          |

## Altre competizioni internazionali
1983
- Coppa Europa di atletica leggera ( Londra)

1994
- Coppa Europa di atletica leggera ( Birmingham)

1996
- Coppa Europa di atletica leggera ( Madrid)

1999
- Coppa Europa di atletica leggera ( Parigi)

## Riconoscimenti
- Vince il premio Rudolf-Harbig-Gedächtnispreis dell'anno 2001.